# SN 2009kl
SN 2009kl – supernowa typu II-P odkryta 23 października 2009 roku w galaktyce IC2548. W momencie odkrycia miała maksymalną jasność 16,80m.